# Roureda

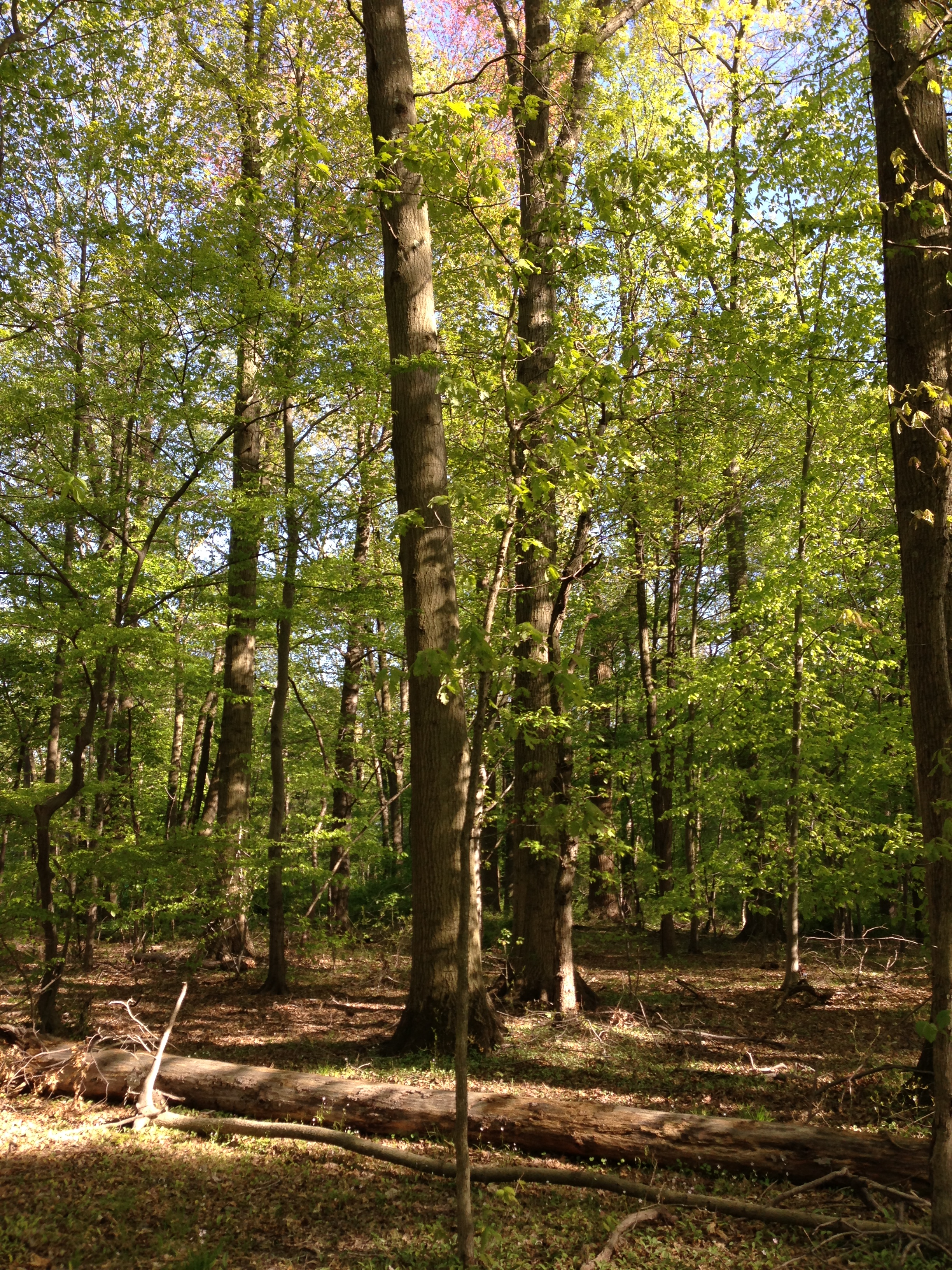
Roure blanc (Quercus alba) a Nova Jersey.

La roureda o rovira és un bosc on dominen els roures de diferents espècies (Quercus spp.). Pel que fa al tancament de la coberta, els boscos d'alzines contenen el dosser més tancat, en comparació amb les sabanes de roures.

## Descripció
Especialment els roures de fulla petita es presenten molt hibridats entre les diferents espècies i no corresponen exactament a la classificació botànica estàndard.
Normalment la roureda és molt rica en espècies vegetals en el seu sotabosc, puix que hi penetra molta llum en el període en el qual els arbres no tenen fulles i s'hi fa un humus molt ric. No obstant, el sotabosc és poc dens.
Les rouredes ocupen l'estatge montà (de 600 a 1500 metres d'altitud) per sota de les fagedes, pinedes de pi negre i avetoses.

## Classificació als Països Catalans
A Catalunya gairebé sols hi ha rouredes humides a les comarques de la Vall d'Aran, la Garrotxa, el Ripollès i l'Alt Maresme i rouredes seques principalment al Solsonès, els Pallars, l'altiplà central (entre l'Anoia i la Segarra) i la Plana de Vic. Al País Valencià on són més freqüents és en comarques de l'interior com els Ports de Morella, el Maestrat i l'Alcalatén. A les Balears no hi ha rouredes, ja que el clima, que és molt àrid a l'estiu, no ho permet.

### Clima humit amb fulla gran
- Roureda de roure de fulla gran Quercus petraea
- Roureda de roure pènol Quercus robur

### Clima més sec amb fulla petita
- Roureda de roure de fulla petita Quercus faginea (subespècie faginea)
- Roureda de roure cerrioide Quercus faginea (subspècie cerrioides)
- Roureda de roure africà Quercus canariensis
- Roureda de roure reboll Quercus pyrenaica
- Roureda de roure martinenc Quercus pubescens